# Cap Adare

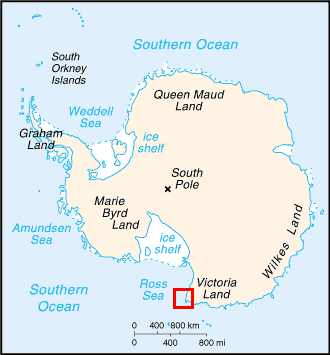
Localisation du cap Adare.

Le cap Adare est un cap de l'Antarctique. Il est situé au nord de la péninsule Adare qui sépare la mer de Ross à l'est de l'océan Austral à l'ouest, et borde la chaîne de l'Amirauté.

## Histoire
Leonard Kristensen, capitaine de l'Antarctic navigue en 1894-1895, vers l'océan Austral lors d'une expédition baleinière dirigée par Henryk Bull. 
L'expédition devient célèbre parce qu'un groupe de huit hommes, dont Bull et Kristensen, réussissent à atterrir au cap Adare le 24 janvier 1895. Il s'agit du premier atterrissage documenté sur le continent Antarctique, Kristensen prouvant ainsi que la banquise est franchissable.

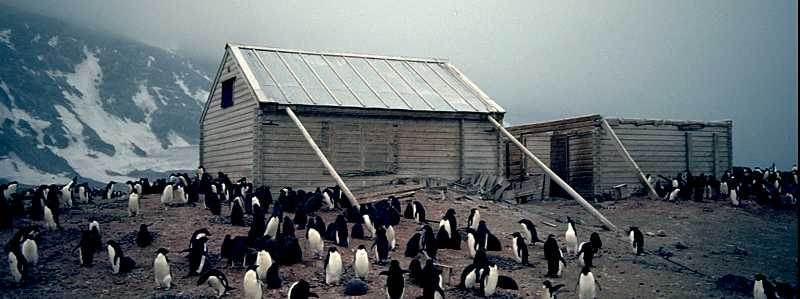
Hutte de 1899 de Carsten Borchgrevink.

Le site fut un important camp de base durant l'âge héroïque de l'exploration en Antarctique. Les expéditions Southern Cross et antarctique australasienne évolueront dans la zone.
Trois cabanes de ce secteur sont classées comme monument historique de l'Antarctique : deux édifiées en 1899 lors de l'expédition de Carsten Borchgrevink, une construite en février 1911 sous l'égide de Victor Campbell.

## Postérité
Le nom du cap est repris pour le troisième album du groupe Guns of Brixton.